# Адаевский уезд
Адаевский уезд (каз. Адай уезі; в старой орфографии — اداي ۇيەزى) — административно-территориальная единица на территории современных Казахстана, Узбекистана и Туркменистана, существовавшая в 1920—1928 годах.

## История
Адаевский уезд в составе Киргизской АССР был образован 25 октября 1920 года на основе территорий Мангышлакского уезда и 4 и 5 Адаевских волостей, переданных из состава Туркестанской АССР в состав Киргизской АССР 26 августа 1920 года.
В составе Киргизской АССР Адаевский уезд имел права губернии и делился на 25 кочевых волостей. Центром уезда был назначен форт Александровский (с 2 сентября по 10 ноября 1924 года назывался форт Урицкий), а с 19 февраля 1925 по 13 мая 1926 года центр временно переносился в Уил.
28 июня 1927 года было принято решение о преобразовании Адаевского уезда в Адаевский округ. 17 января 1928 года ЦИК Казакской АССР утвердил это решение.

## География
По данным переписи населения 1926 года площадь уезда составляла 287 161 км², а по данным Малой советской энциклопедии — 303 325 км².
Уезд занимал Мангышлакский полуостров и северное побережье залива Кара-Богаз-Гол. С запада омывался Каспийским морем, с юга граничил с Туркменской ССР, с востока — с Кара-Калпакской АО и имел выход к Аральскому морю, с северо-востока — с Актюбинской губернией, с севера — с Уральской губернией.
Восточную часть территории уезда занимало пустынное плато Устюрт с высотами до 200 м. На Мангышлакском полуострове располагались горные кряжи Ак-Тау (высотой до 300 м) и Кара-Тау (до 500 м). Западная часть уезда лежала на прикаспийской низменности, где располагалась низшая точка СССР — впадина Карагие (абсолютная высота −132 м).
Рек и пресных озёр почти не было. Лишь на севере уезда протекали пересыхающие низовья Эмбы и Сагыза. Водоснабжение населения производилось из колодцев, которых насчитывалось до 2000.
Климат — резко континентальный. Средняя температура января колебалась от −13  на севере до +1 °C на юге; июля — от +25  до +29 °C. Среднее годовое количество осадков колебалось от 200 мм на северо-западе (в районе Эмбы) до 80 на юго-востоке (Устьюрт). Осадки выпадали в основном зимой.
Преобладали бурые почвы. Значительную часть территории занимали солонцы, солончаки и пески. По характеру растительности большая часть территории уезда была представлена полынно-солончаковой степью с участками пустыни, и только на крайнем севере присутствовала полынная степь.
На севере уезда преобладала степная фауна, в остальной части — пустынная.

## Население
В 1920 году в уезде проживало 101,4 тыс. человек. В том числе казахи — 97,9 %, русские — 1,7 %. В 1926 году население уезда составляло 135,6 тыс. человек (из них 2110 чел. проживало в единственном городе — Уиле, который в 1927 был преобразован в село). В уезде, помимо одного города, было 3615 сельских населённых мест. В национальном составе преобладали казахи — 97,0 % и русские — 1,5 %. Грамотных (1920) было 14,7 % среди городского населения и 5,0 % среди сельского.

## Административное деление
3 марта 1921 года уезд был разделён на 5 районов:
| Район                    | Кочевые волости                                                           |
| ------------------------ | ------------------------------------------------------------------------- |
| Адай-Табынский район     | 1-я, 2-я, 3-я, 4-я, 5-я Адаевские; 1-я, 2-я, 3-я, 4-я, 5-я, 6-я Табынские |
| Александро-Байский район | 1-я, 2-я Мангышлакские; Раимбердинская; Тюб-Караганская                   |
| Бузачинский район        | 2-я, 3-я Бузачинские; Джаменеевская; 1-я Туркменадаевская                 |
| Сенек-Сумский район      | 6-я, 7-я, 8-я Адаевские; Али-Баимбетовская                                |
| Усть-Урт-Самский район   | 1-я, 4-я Бузачинская; Келимбердинская; Тайсунганская; Эмбо-Сагизская      |

Все районы были кочевыми и не имели административных центров.
9 сентября 1922 года районы были ликвидированы и кочевые волости отошли в прямое подчинение уездным властям. Однако уже 20 марта 1923 года районное деление было введено вновь:
| Район                       | Кочевые волости |
| --------------------------- | --- |
| Адай-Табынский район        | 1-я, 2-я, 3-я Адаевские; Донгуз-Тау-Акколинская; Саматаевская; Тайсунган-Сагизская; Улусамская; Чиили-Сагизская; Эмбо-Сагизская |
| Мангышлак-Бузачинский район | 1-я, 2-я, 3-я, 4-я Бузачинские; Джаменеевская; 1-я, 2-я Мангышлакские; Тюб-Караганская; Раимбердинская                          |
| Усть-Урт-Каракумский район  | 4-я 6-я, 7-я Адаевские; Али-Баимбетовская; Келимбердинская; 1-я, 2-я Туркменадаевские                                           |

Но уже 5 июля 1923 года районы снова были упразднены. После ряда преобразований к 27 октября 1924 года в составе уезда остались следующие волости: 1-я, 2-я, 3-я, 4-я, 6-я, 7-я Адаевские; Али-Баимбетовская; 1-я, 2-я, 3-я, 4-я Бузачинские; Донгуз-Тау-Акколинская; Келимбердинская; 1-я, 2-я Мангышлакские; Раимбердинская; Саматаевская; Тайсунган-Сагизская; 1-я, 2-я Туркменадаевские; Улусамская; Чиили-Сагизская; Эмбо-Сагизская. С августа 1923 по январь 1924 Донгуз-Тау-Акколинская и Улусамская волости передавались в состав Актюбинского уезда Актюбинской губернии.
2 октября 1925 года в состав Адаевского уезда из Темирского уезда Актюбинской губернии были переданы Казбекская и Уильская волости (не кочевые). 14 мая 1927 эти две волости, а также Эмбо-Сагизская волость были объединены в Уильский район в составе Адаевского уезда. Остальные волости находились в прямом подчинении уездных властей.

## Экономика
Население уезда занималось в основном кочевым скотоводством. По данным на 1923 год в уезде имелось 45 тыс. лошадей, 2 тыс. голов крупного рогатого скота, 518 тыс. овец, 80 тыс. коз и 84 тыс. верблюдов.
В северной, менее засушливой части уезда, имелись очаги земледелия. Выращивались пшеница (980 т в 1922 году) и просо (840 т). Других культур не было. На Каспийском и Аральском побережьях занимались рыболовством. Большая часть рыбы вылавливалась в районе полуострова Мангышлак (57,3 т рыбы и 155,4 т тюленя в 1922 году).
Из промышленности имелась только кустарная добыча самосадочной соли (15,9 тыс. т в 1923 году) В Адаевском уезде имелись богатейшие залежи глауберовой соли (Кара-Богаз-Гол), которые в то время практически не разрабатывались. Уезд вывозил в основном поваренную соль и продукты скотоводства (кожи, шкуры, шерсть и др.) и ввозил хлеб, муку и ткани. Объём внутриуездной торговли в 1923/24 году составлял 222 тыс. рублей, из которых 96 % приходилось на частную торговлю. При этом преобладал натуральный товарообмен. Бюджет уезда в 1923/24 году имел доходную часть в 159,9 тыс. рублей, расходную — в 285,4 тыс. рублей. Около 30 % бюджета тратилось на нужды образования.
Железных и колёсных дорог не было. Почти все перевозки осуществлялись по караванным путям, на верблюдах. Из форта Александровского раз в месяц ходил пароход до Астрахани.